# جاور (صربستان غربی)
جاور (به صربی: Javor) یک کوه در صربستان است که در Nova Varoš واقع شده‌است. جاور ۱٬۵۱۹ متر بالاتر از سطح دریا واقع شده‌است.